# Еміль Дюбуа-Реймон
Еміль Дюбуа-Реймон (7 листопада 1818, Берлін, Пруссія — 26 грудня 1896) — німецький фізіолог, засновник електрофізіології. Учень Йоганна Мюллера. Засновник Інституту фізіології в Берліні.
Народився в Берліні в родині гугенотського походження. Мати походила з родини, серед предків якої були торговці, науковці та митці, що впродовж поколінь мешкали в Берліні. Натомість батько Еміля був бідний емігрант, що приїхав з франкомовного швейцарського кантону Невшатель.
Навчався в Боннському університеті.
Дюбуа-Реймон встановив наявність мембранного потенціалу спокою у нервах і м'язах, виявив відхилення від цього потенціалу спокою — потенціал дії.
1845 року спільно з Ернстом фон Брюке заснував у Берліні Німецьке фізичне товариство.
Дюбуа-Реймонд розробив низку нових приладів, що дозволили розвинутися електрофізіологічним дослідженням. Він створив електроди, що не поляризувалися, для з'єднання вимірювальних апаратів і живої тканини. Вони складалися з цинку, сульфату цинку та ваяльної глини. Також він винайшов генератор змінного струму (магнео-електрометр) та потенціометр (реокорд), які подавали градуальний струм на препарат. Крім того, він сконструював достатньо чутливий гальванометр. За допомогою цих інструментів у 1843 році Дюбуа-Реймонд виміряв струми дії у м'язі жаби. Додавши вимірювальний міст 1847 року, він зміг виміряти ці струми й у людини.
У філософському сенсі відстоював позитивізм та, разом з тим, обмеженість наукового методу. Він популяризував принцип «Ignorabimus» — є певні межі, за якими наука не може досягти надійного знання. Про це він писав у своїй праці «Межі науки» (нім. Über die Grenzen des Naturerkennens) у 1872 році.